# Antoni Bądzyński
Antoni Bądzyński herbu Junosza – podkomorzy mielnicki w latach 1794-1795, sędzia mielnicki w latach 1781-1794, stolnik mielnicki w latach 1777-1781, podczaszy mielnicki w latach 1775-1777, podstoli mielnicki w latach 1772-1775, cześnik mielnicki w latach 1769-1772, wojski mielnicki w latach 1765-1769, regent ziemski drohicki, komornik ziemski nurski.
Poseł na sejm 1778 roku i na sejm 1782 roku z ziemi mielnickiej.